# Groslée
Groslée [ɡʁole] ist eine auf 202 bis 1000 Meter über Meereshöhe gelegene französische Ortschaft im Département Ain in der Region Auvergne-Rhône-Alpes. Die bis zum 1. Januar 2016 bestehende Gemeinde mit einer 7,27 Quadratkilometern großen Gemarkung und heutige Commune déléguée befindet sich im Bereich des Kantons Lagnieu im Arrondissement Belley. Sie ging durch ein Dekret vom 30. Dezember 2015 in der Commune nouvelle Groslée-Saint-Benoit auf. 
Nachbarorte sind Lhuis im Westen und im Nordwesten, Conzieu im Nordosten und im Osten, Saint-Benoît im Süden und Brangues im Südwesten.

## Bevölkerungsentwicklung

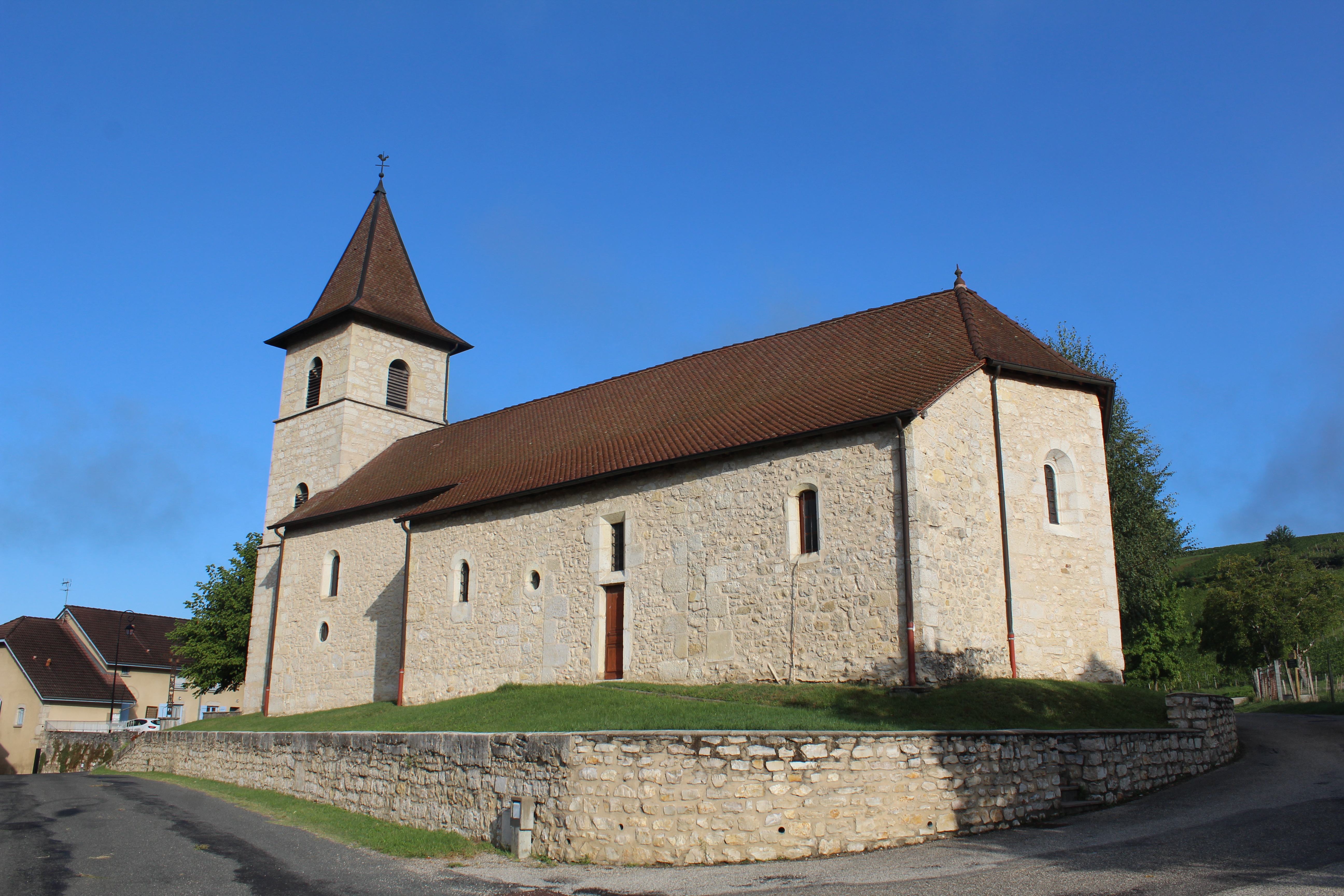
Kirche Saint-Cyriaque

| Jahr      | 1962 | 1968 | 1975 | 1982 | 1990 | 1999 | 2008 | 2013 |
| --------- | ---- | ---- | ---- | ---- | ---- | ---- | ---- | ---- |
| Einwohner | 356  | 317  | 241  | 267  | 286  | 333  | 350  | 361  |